# Canton de Pontrieux
Le canton de Pontrieux est une ancienne division administrative française, située dans le département des Côtes-d'Armor et la région Bretagne.

## Composition
Le canton de Pontrieux regroupait les communes suivantes :
| Nom                   | Code Insee | Intercommunalité                  | Superficie (km2) | Population (dernière pop. légale) | Densité (hab./km2) |
| --------------------- | ---------- | --------------------------------- | ---------------- | --------------------------------- | ------------------ |
| Pontrieux (chef-lieu) | 22250      | CA Guingamp-Paimpol Agglomération | 1,02             | 1 021 (2014)                      | 1 001              |
| Brélidy               | 22018      | CA Guingamp-Paimpol Agglomération | 8,14             | 298 (2014)                        | 37                 |
| Ploëzal               | 22204      | CA Guingamp-Paimpol Agglomération | 26,24            | 1 287 (2014)                      | 49                 |
| Plouëc-du-Trieux      | 22212      | CA Guingamp-Paimpol Agglomération | 18,27            | 1 123 (2014)                      | 61                 |
| Quemper-Guézennec     | 22256      | CA Guingamp-Paimpol Agglomération | 23,08            | 1 138 (2014)                      | 49                 |
| Runan                 | 22269      | CA Guingamp-Paimpol Agglomération | 5,12             | 229 (2014)                        | 45                 |
| Saint-Clet            | 22283      | CA Guingamp-Paimpol Agglomération | 14,46            | 880 (2014)                        | 61                 |
| Saint-Gilles-les-Bois | 22293      | CC Leff Armor Communauté          | 9,45             | 417 (2014)                        | 44                 |

## Histoire
- Un seul élu de 1833 à 1848 pour les cantons de Bégard et Pontrieux. Le nombre de conseillers généraux par département était limité à 30[1].

## Représentation

### Conseillers généraux de 1833 à 2015
| Période | Période      | Identité                   | Etiquette               | Observations |
| ------- | ------------ | -------------------------- | ----------------------- | --- |
| 1833    | 1839         | Charles Gaultier           |                         | Maire de Pontrieux (1816-1837) |
| 1839    | 1848         | Claude Le Gorrec           | Opposition dynastique   | Avocat, propriétaire Maire de Pontrieux Député (1839-1868) |
| 1848    | 1852         | Yves Pasquiou              |                         | Propriétaire à Pontrieux |
| 1852    | 1868 (décès) | Claude Le Gorrec           | Majorité dynastique     | Avocat, propriétaire Maire de Pontrieux Député (1839-1868) |
| 1868    | 1869 (décès) | François-Marie Le Bolloche |                         | Négociant, armateur à Pontrieux |
| 1869    | 1870         | Yves-Marie Pasquiou        | Indépendant             | Propriétaire à Pontrieux |
| 1871    | 1898         | Gabriel Le Gorrec          | Bonapartiste            | Conseiller de préfecture à St-Lô Maire de Pontrieux Neveu de Claude Le Gorrec |
| 1898    | 1919         | Jean-Marie Cocard          | Républicain             | Négociant Maire de Pontrieux (1892-1916) Conseiller d'arrondissement (1881-1898) |
| 1919    | 1938 (décès) | Yves Le Trocquer           | RG                      | Ingénieur Maire de Pontrieux (1919-1938) Député (1919-1930) Sénateur (1930-1938) Ministre (1919-1924) |
| 1938    | 1940         | Yves Hervé                 | URD                     | Agriculteur Maire de Ploëzal (1925-1941) Conseiller d'arrondissement (1931-1938) Député (1936-1940) |
| 1945    | 1949         | Henri Tanguy               | MRP                     | Vétérinaire |
| 1949    | 1973         | Hervé Le Tacon             | DVD                     | Commerçant Maire de Pontrieux (1938-1944 ; 1947-1971) |
| 1973    | 1992         | Yves Le Roux               | PS                      | Directeur départemental de Groupama Maire de Plouëc-du-Trieux (1972-1991) |
| 1992    | 2004         | Yves Le Mouër              | UDF-PR puis DL puis UMP | Agent général d'assurances Maire de Pontrieux (1983-2014) Président de Pontrieux communauté |
| 2004    | 2015         | Vincent Le Meaux           | PS                      | Juriste de droit public Maire de Plouëc-du-Trieux (depuis 2008) Président du groupe Socialiste et apparentés (2004-2008) Vice-président du Conseil général (2009-2015) Elu en 2015 dans le canton de Bégard |

Le canton participait à l'élection du député de la cinquième circonscription des Côtes-d'Armor après la réforme de 1986.

### Conseillers d'arrondissement (de 1833 à 1940)
| Période | Période      | Identité                            | Etiquette      | Observations |
| ------- | ------------ | ----------------------------------- | -------------- | --- |
| 1833    | 1853         | Pierre Le Saux (1800-1861)          |                | Avocat, propriétaire à Pontrieux                                                                                                   |
| 1853    | 1855         | Yves Lucas                          |                | |
| 1855    | 1863         | Yves-Marie Le Gorrec                |                | Propriétaire Adjoint au maire de Pontrieux Frère de Claude Le Gorrec                                                               |
| 1864    | 1868         | François-Marie Le Bolloc'h          |                | Négociant à Pontrieux Adjoint au maire de Pontrieux Neveu du précédent                                                             |
| 1868    | 1877         | François-Marie Gaillard (1819-1888) | Bonapartiste   | Docteur en médecine Adjoint au maire de Pontrieux                                                                                  |
| 1877    | 1881 (décès) | Auguste-Louis L'Hotellier           | Républicain    | Notaire, propriétaire à Plouëc-du-Trieux                                                                                           |
| 1881    | 1898         | Jean-Marie Cocard                   | Républicain    | Négociant Maire de Pontrieux (1892-1916)                                                                                           |
| 1898    | 1930 (décès) | Yves-Marie Gallou                   | Républicain RG | Agriculteur Président de la Société Départementale d'Agriculture des Côtes-du-Nord Maire de Ploëzal (1900-1925) Député (1921-1928) |
| 1931    | 1938         | Yves Hervé                          | URD            | Agriculteur Maire de Ploëzal (1925-1941) Président du conseil d'arrondissement de Guingamp (1937-1938) Député (1936-1940)          |
| 1938    | 1940         | Yves Henry                          | SFIO           | Cultivateur et commerçant à Ploëzal                                                                                                |

## Démographie
| 1962  | 1968  | 1975  | 1982  | 1990  | 1999  | 2006  | 2011  | 2012  |
| ----- | ----- | ----- | ----- | ----- | ----- | ----- | ----- | ----- |
| 8 065 | 7 414 | 6 978 | 6 515 | 6 115 | 6 160 | 6 244 | 6 319 | 6 336 |